# Liste der Kulturdenkmale in Ummendorf (Börde)

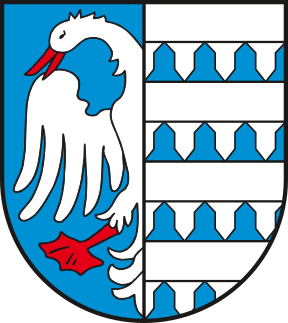
Wappen von Ummendorf (Börde)

In der Liste der Kulturdenkmale in Ummendorf (Börde) sind alle  Kulturdenkmale der Gemeinde Ummendorf (Börde) und ihrer Ortsteile aufgelistet. Grundlage ist das Denkmalverzeichnis des Landes Sachsen-Anhalt, das auf Basis des Denkmalschutzgesetzes des Landes Sachsen-Anhalt vom 21. Oktober 1991 durch das Landesamt für Denkmalpflege und Archäologie Sachsen-Anhalt erstellt und seither laufend ergänzt wurde (Stand: 31. Dezember 2022).

## Kulturdenkmale inUmmendorf
| Lage                                                                 | Bezeichnung             | Beschreibung                                                                     | Erfassungs- nummer | Ausweisungsart               | Bild                    |
| -------------------------------------------------------------------- | ----------------------- | -------------------------------------------------------------------------------- | ------------------ | ---------------------------- | ----------------------- |
| nordwestlich der Ortschaft im Feld, am Sommerschenburger Weg (Karte) | Steinbruch              | Leitholdscher Bruch                                                              | 094 11936          | Baudenkmal                   | BW                      |
| Eisenbahndamm von Eilsleben nach Völpke (Karte)                      | Wasserwerk              | Wasserwerk Allertal, ehemaliges Reichsbahnwasserwerk für Wasserstation Eilsleben | 094 95134          | Baudenkmal                   | BW                      |
| Alte Straße 1 (Karte)                                                | Bauernhof               | Besitzer Dr. Vogel                                                               | 094 97812          | Baudenkmal                   | Bauernhof               |
| Alte Straße 5 (Karte)                                                | Bauernhof               |                                                                                  | 094 97800          | Baudenkmal                   | Bauernhof               |
| Alte Straße 8 (Karte)                                                | Bauernhof               |                                                                                  | 094 97801          | Baudenkmal                   | Bauernhof               |
| An der Thiemühle südwestl. Ortsausgang, in der Feldmark              | Gedenkstätte            |                                                                                  | 094 11896          | Baudenkmal                   |                         |
| An der Thiemühle 2 (Karte)                                           | Mühle                   | Thiemühle                                                                        | 094 95351          | Baudenkmal                   | BW                      |
| Badelebener Straße 1 (Karte)                                         | Gasthof                 | Zum weißen Roß                                                                   | 094 95352          | Baudenkmal                   | Gasthof                 |
| Badelebener Straße 34 (Karte)                                        | Wohnhaus                |                                                                                  | 094 95353          | Baudenkmal                   | Wohnhaus                |
| Badelebener Straße 40 (Karte)                                        | Postamt Ummendorf       | Postamt                                                                          | 094 95354          | Baudenkmal                   | Weitere Bilder          |
| Badelebener Straße 40 (Karte)                                        | Schule                  | Schule                                                                           | 094 95354 001      | Teilobjekt eines Baudenkmals | BW                      |
| Eilslebener Straße 3 (Karte)                                         | Gasthaus Zur alten Post | Gasthaus                                                                         | 094 95367          | Baudenkmal                   | Gasthaus Zur alten Post |
| Eilslebener Straße 3a, Schäferstraße 9 (Karte)                       | Bauernhof               |                                                                                  | 094 95355          | Baudenkmal                   | Bauernhof               |
| Eilslebener Straße 9 (Karte)                                         | Wohnhaus                |                                                                                  | 094 97827          | Baudenkmal                   | Wohnhaus                |
| Eilslebener Straße 17 (Karte)                                        | Wohnhaus                |                                                                                  | 094 80239          | Baudenkmal                   | Wohnhaus                |
| Fabrikplatz 1 (Karte)                                                | Wirtschaftsgebäude      |                                                                                  | 094 96262          | Baudenkmal                   | BW                      |
| Gutsstraße Ecke Meyendorff-Straße (Karte)                            | Dorfkirche Ummendorf    | Kirche                                                                           | 094 11987          | Baudenkmal                   | Dorfkirche Ummendorf    |
| Hinter der Burg 7 (Karte)                                            | Bauernhof               |                                                                                  | 094 11921          | Baudenkmal                   | Bauernhof               |
| Hinter der Burg 8 (Karte)                                            | Bauernhof               |                                                                                  | 094 97828          | Baudenkmal                   | Bauernhof               |
| Maulbeergarten 3 (Karte)                                             | Bauernhof               |                                                                                  | 094 97802          | Baudenkmal                   | BW                      |
| Meyendorffstraße 2, Ecke Schäferstraße (Karte)                       | Wohn- und Geschäftshaus |                                                                                  | 094 97803          | Baudenkmal                   | Wohn- und Geschäftshaus |
| Meyendorffstraße 4 (Karte)                                           | Burg Ummendorf          | Burg                                                                             | 094 11952          | Baudenkmal                   | Weitere Bilder          |
| Gutsstraße 4                                                         | Bergfried               | Bergfried                                                                        | 094 11952 001      | Teilobjekt eines Baudenkmals |                         |
| Gutsstraße 4                                                         | Torhaus                 | Torhaus                                                                          | 094 11952 002      | Teilobjekt eines Baudenkmals |                         |
| Gutsstraße 4                                                         | Pavillon                | Pavillon                                                                         | 094 11952 003      | Teilobjekt eines Baudenkmals |                         |
| Gutsstraße 4                                                         | Brunnen                 | Brunnen                                                                          | 094 11952 004      | Teilobjekt eines Baudenkmals |                         |
| Schäferei 2                                                          | Schäferei               | Schäferei                                                                        | 094 97806          | Baudenkmal                   |                         |
| Schäferstraße 3 (Karte)                                              | Bauernhof               |                                                                                  | 094 97804          | Baudenkmal                   | Bauernhof               |
| Schäferstraße 5 (Karte)                                              | Bauernhof               |                                                                                  | 094 80238          | Baudenkmal                   | BW                      |
| Schäferstraße 7 (Karte)                                              | Scheune                 | Torscheune                                                                       | 094 97805          | Baudenkmal                   | Scheune                 |
| Schäferstraße 11 (Karte)                                             | Bauernhof               |                                                                                  | 094 11920          | Baudenkmal                   | Bauernhof               |
| Schäferstraße 13 (Karte)                                             | Wohnhaus                |                                                                                  | 094 95365          | Baudenkmal                   | Wohnhaus                |
| Sommerschenburger Straße (Karte)                                     | Friedhof                |                                                                                  | 094 97807          | Baudenkmal                   | Friedhof                |
| Sommerschenburger Straße 13 a                                        | Denkmal                 |                                                                                  | 094 11998          | Baudenkmal                   |                         |
| Teichdamm 4 (Karte)                                                  | Bauernhof               |                                                                                  | 094 11919          | Baudenkmal                   | Bauernhof               |
| Wefenslebener Straße 14 (Karte)                                      | Bauernhof               |                                                                                  | 094 97808          | Baudenkmal                   | BW                      |
| Wormsdorfer Straße (Karte)                                           | Friedhof                |                                                                                  | 094 97810          | Baudenkmal                   | Friedhof                |
| Wormsdorfer Straße 1 (Karte)                                         | Bauernhof               | Heinemanns Hof                                                                   | 094 11918          | Baudenkmal                   | Bauernhof               |
| Wormsdorfer Straße 6 (Karte)                                         | Pfarrhof                |                                                                                  | 094 97809          | Baudenkmal                   | Pfarrhof                |

## Ehemalige Kulturdenkmale
Die nachfolgenden Objekte waren ursprünglich ebenfalls denkmalgeschützt oder wurden in der Literatur als Kulturdenkmale geführt. Die Denkmale bestehen heute jedoch nicht mehr, ihre Unterschutzstellung wurde aufgehoben oder sie werden nicht mehr als Denkmale betrachtet.
| Lage               | Bezeichnung | Beschreibung | Erfassungs- nummer | Ausweisungsart | Bild |
| ------------------ | ----------- | --- | ------------------ | -------------- | ---- |
| Berliner Straße 15 | Wohnhaus    | Das Kulturdenkmal scheint vor 2017 abgerissen und durch einen Neubau ersetzt worden zu sein. Nach dem genehmigten Abriss wurde das Wohnhaus im Jahr 2018 aus dem Denkmalverzeichnis ausgetragen. | 094 97826          | Baudenkmal     |      |

## Legende
In den Spalten befinden sich folgende Informationen:
- Lage: Nennt den Straßennamen und wenn vorhanden die Hausnummer des Kulturdenkmals. Die Grundsortierung der Liste erfolgt nach dieser Adresse. Der Link „Karte“ führt zu verschiedenen Kartendarstellungen und nennt die geographischen Koordinaten.
Link zu einem Kartenansichtstool, um Koordinaten zu setzen. In der Kartenansicht sind Baudenkmale ohne Koordinaten mit einem roten bzw. orangen Marker dargestellt und können in der Karte gesetzt werden. Baudenkmale ohne Bild sind mit einem blauen bzw. roten Marker gekennzeichnet, Baudenkmale mit Bild mit einem grünen bzw. orangen Marker.
- Offizielle Bezeichnung: Nennt den Namen, die Bezeichnung oder zumindest die Art des Kulturdenkmals und verlinkt, soweit vorhanden, auf den Artikel zum Objekt.
- Beschreibung: Nennt bauliche und geschichtliche Einzelheiten des Kulturdenkmals, vorzugsweise die Denkmaleigenschaften.
- Erfassungsnummer: Für jedes Kulturdenkmal wird in Sachsen-Anhalt eine 20stellige Erfassungsnummer vergeben. Die letzten zwölf Ziffern werden für die Untergliederung nach Teilobjekten genutzt und werden nur angegeben, soweit vergeben. In dieser Spalte kann sich folgendes Icon  befinden, dies führt zu Angaben zu diesem Baudenkmal bei Wikidata.
- Ausweisungsart: Die Einordnung des Denkmales nach § 2 Abs. 2 DenkmSchG LSA
- Bild: Ein Bild des Denkmales, und gegebenenfalls einen Link zu weiteren Fotos des Kulturdenkmals im Medienarchiv Wikimedia Commons. Wenn man auf das Kamerasymbol klickt, können Fotos zu Kulturdenkmalen aus dieser Liste hochgeladen werden: